# Katastrofa lotnicza w Taszkencie (2006)
Katastrofa lotnicza w Taszkencie wydarzyła się 19 października 2006 roku w okolicach lotniska Tashkent International Airport w Taszkencie, stolicy Uzbekistanu. Samolot Antonow An-2, należący do linii Uzbekistan Airways, rozbił się w czasie podchodzenia do lądowania awaryjnego. W wyniku katastrofy śmierć poniosło 15 osób (13 pasażerów i 2 członków załogi) – wszyscy na pokładzie.
Samolot Antonow An-2 (nr rej. UK-70152), należący do linii Uzbekistan Airways odbywał lot szkoleniowy. Pasażerami samolotu był grupa uzbeckich żołnierzy, mających odbyć trening ze spadochroniarstwa. Samolot wystartował z lotniska w Taszkencie około godziny 7:00. Kilka kilometrów od miasta doszło do gwałtownego pogorszenia pogody. Wówczas pilot samolotu zameldował kontrolerowi lotów, że ma problemy z kontrolą nad samolotem i podjął decyzję o powrocie na lotnisko. Pilot samolotu uznał, iż maszyna nie doleci do portu lotniczego w Taszkencie i podjął decyzję o lądowaniu na ziemi. W trakcie tego manewru maszyna uległa katastrofie. Samolot rozpadł się na kilka części i stanął w płomieniach. Spośród 15 osób na pokładzie Antonowa nikt nie przeżył katastrofy.